# PO-224
La PO-224 (en la provincia de Pontevedra ), es una carretera de la Red Secundaria de la Junta de Galicia que une las localidades de Ponte Bora (Pontevedra) y San Amaro (Barro). 
Atraviesa los municipios de Pontevedra y Barro. Tiene una longitud de 10,85 kilómetros y comienza en un cruce con la N-541 en Ponte Bora (Pontevedra) y finaliza en un cruce con la N-550 en San Amaro (Barro). 